# Dirol
Dirol település Franciaországban, Nièvre megyében. Lakosainak száma 106 fő (2022. január 1.). Dirol Flez-Cuzy, Monceaux-le-Comte, Vignol, Saint-Didier, Lys, Challement, Germenay, Marigny-sur-Yonne és Ruages községekkel határos.

## Népesség
A település népességének változása:
| Lakosok száma | 120  | 118  | 116  | 114  | 112  | 110  | 108  | 106  |
|               | 2013 | 2015 | 2017 | 2018 | 2019 | 2020 | 2021 | 2022 |